# Global Frequency
Global Frequency («Frecuencia global») es el nombre de una serie de historias publicadas en formato de cómic entre octubre de 2002 y septiembre de 2003 por la editorial Wildstorm en Estados Unidos. Creada y escrita por Warren Ellis, la saga cuenta con 12 historias independientes sobre una organización secreta, llamada Frecuencia Global, cuyo trabajo consiste en salvar al mundo de diferentes amenazas provocadas por los gobiernos.
Cada número está ilustrado por un artista diferente (Garry Leach, Glenn Fabry, Steve Dillon, Roy Allan Martínez, Jon J. Muth, David Lloyd, Simon Bisley, Chris Sprouse, Lee Bermejo, Tomm Coker, Jason Pearson y Gene Ha), siendo solo constantes en los 12 números Warren Ellis, Brian Wood (creador de las portadas) y David Baron (colorista).
A diferencia de la norma general, Ellis decidió escribir esta serie mediante capítulos que forman por sí solos una historia, de forma que el lector pudiera llegar en cualquier momento y entender lo que pasaba. Esto hizo que los únicos personajes fijos fueran Miranda Zero y Aleph (aunque algún secundario reaparece a lo largo de la saga) e incrementó el suspense de las historias al no saber el lector de antemano si los personajes sobrevivirían a la misión o no.

## Argumento
Frecuencia Global es una organización de inteligencia independiente, liderada por una ex agente de inteligencia que se hace llamar Miranda Zero. Tiene 1001 agentes especializados en diferentes ramas a lo largo de todo el mundo que se comunican mediante unos teléfonos móviles especiales con la central de operaciones, desde donde Aleph (nombre en clave) les coordina.
El propósito de la organización es proteger al mundo de las consecuencias de los proyectos secretos que los gobiernos han estado haciendo a espaldas del público. Los agentes de Frecuencia Global son elegidos y llamados según su especialidad. Hay expertos de una gran variedad de áreas, que van desde personal militar, agentes de inteligencia o detectives policiales hasta investigadores científicos, académicos, atletas, antiguos criminales o asesinos. Las amenazas con que se enfrenta la organización son muy variadas y, generalmente, ponen en peligro al mundo; pueden ser desde operaciones militares y fenómenos paranormales hasta ataques terroristas y cultos religiosos.
La existencia de la organización es un secreto a voces, pero su lista de miembros es anónima. Las identidades de los agentes de campo son desconocidas incluso para los otros hasta que se encuentran en una misión. La única forma de reconocerlos es por los teléfonos que llevan siempre con ellos o por el símbolo de «GF» que llevan en ocasiones sobre sí mismos.
No se sabe con exactitud quién fundó la Frecuencia Global, pero sabemos que parte de su financiación corre a cargo de los gobiernos del G8, que pagan a la organización para que no revele sus secretos. Y, aunque la presencia de una agencia independiente ponga nerviosas a algunas autoridades, también reconocen que tiene la capacidad, el alcance y, lo que es más importante, el propósito de actuar donde ellos no pueden. Como resultado, la Frecuencia Global tiene su aprobación tácita para sus actividades y es a veces llamada por los gobiernos para resolver crisis, aunque normalmente actúe según va descubriendo esos riesgos.

## Amenazas
Los enemigos en Global Frecuency son:
1. Ivan Alivekov: un teleportador natural que trabajaba para la URSS y trató de comenzar de nuevo en los EE. UU.. Podía transportar pequeños objetos y líquidos a través de un agujero de gusano, pero los científicos del complejo le insertaron un pequeño aparato en su cerebro para potenciar su poder. El disco estaba conectado con un búnker en el que había una bomba atómica, que Ivan era capaz de llevar a los EE. UU. y detonar. Sin embargo, el disco se pudrió tras 30 años en Ivan, lo que le provocaba ataques hasta que hiciera su cometido. Tuvieron que pegarle un tiro para salvar a más gente.
2. Richard Quinn: un capitán de las fuerzas armadas estadounidenses mejorado con implantes cibernéticos. Su fuente de energía son 7 generadores atómicos insertados en su cuerpo y es capaz de lanzar ácido por las fosas nasales, aparte de no respirar, comer o dormir. Un idiota le mostró su cara en un espejo y este enloqueció, matando a cerca de 200 personas del complejo militar en el que estaba. Un francotirador le disparó a la cara y, sorprendentemente, no estalló.
3. Memética: una forma de vida extraterrestre que llegó a través de la página web del SETI. Es memética, solo existe como una idea que se transmite como un virus. Provoca sangrado de ojos, agresividad y mente colmena. Vencida cuando el antivirus (lo que hace humanos a los humanos) se transmite a través de una radio, matando a los infectados en mayor etapa de desarrollo. La heroína del número admitió que lo peor era que todos se volvieran bisexuales.
4. Los 100 del Cielo: un grupo de cien bloggers que se iban a suicidar con un veneno para reunirse con sus dioses, aparte de llevarse con ellos a una gran cantidad de rehenes. Sin embargo, solo colocaron sus demandas en su página web, por lo que la bomba explotaría y nadie sabría porque. Dos agentes los mataron a todos y volaron la mano del jefe en el último momento, por lo que el atentado nunca salió en las noticias.
5. El Ángel: una criatura hecha de luz que parecía haber aparecido en un pueblo aislado de Noruega, volviendo loca a su población. Aunque se lo explicó como la densidad del aire mezclada con la vibración de unas piedras y las cenizas de una iglesia, uno de los trabajadores se preguntó si la aparición de un auténtico ángel no provocaría exactamente los mismos efectos.
6. Grupo inglés: unos adolescentes que mutaron una cepa del Ébola-Zaire y planeaban soltarla en Londres con una bomba para protestar por la situación en África. El virus estaba en estado gaseoso y habría matado en un mes a la mitad de Londres. Es desconocido que pasa con los adolescentes, pero el virus es destruido con detergente.
7. La mano roja: un grupo terrorista que cree que la situación natural de la humanidad es la guerra, por lo que intentaron matar a todos los jefes de los servicios secretos para no tener nadie que impidiera su objetivo. Un asesino en serie, agente de Frecuency, se las arregla para que todos acaben muertos, perdiendo a su compañera por el camino y evitando la detonación de una bomba sucia sobre Berlín, lo que habría provocado la Tercera Guerra Mundial.
8. Ira de Odín: un grupo de supremacistas blancos metidos en toda clase de matanzas y asesinatos para que los "arios americanos" dominen el país. Dos de ellos secuestraron a Zero para así localizar a todos los agentes de Frecuency y matarles. Acabaron muertos en el proceso.
9. La criatura: un experimento de células madres y biorreactores hecho por unos médicos japoneses drogados que creían estar edificando un templo con los cuerpos de los pacientes. Es muy parecido a The Thing (La cosa) de John Carpenter. Un exagente se suicida poco antes de que llegue el bombardeo aéreo que pidió.
10. El francés: un mercenario que ya se ha encontrado antes con la organización. Salió por su propio pie de un incendio con quemaduras de tercer grado, por lo que es inmune al dolor. Asesina a todos los que hay en un laboratorio de biotecnología para que otras empresas puedan ganar más. Un miembro del grupo bastante fuerte le logra matar tras haberle arrancado los brazos con sus propias manos.
11. Desconocido: un grupo de cuatro personas armadas que entraron en la Central. Aleph los mató a todos (81 fue electrocutado, los otros baleados tras respirar gas venenoso).
12. Gabriel: un conjunto de satélites artificiales que reducirán la población de la Tierra en un 85% si se activan. Un grupo de personas intentó usarlos para reducir la población a niveles manejables. Toda la agencia se vio obligada a trabajar y uno se sacrificó para volar todos los satélites de una sola vez, salvando el planeta entero.

## Publicaciones
Tras la publicación individual de las historias, salieron a la venta dos libros recopilatorios que se detallan a continuación:
- Volumen I: Global Frequency: Planet Ablaze (números 1-6)
- Volumen II: Global Frequency: Detonation Radio (números 7-12)

## Proyecto para la televisión
La Warner Bros. encargó una temporada corta de 13 capítulos para estrenar en la primavera de 2004. El piloto ya se había rodado cuando hubo cambios de gerencia en la cadena y se detuvo el lanzamiento de la producción sin planes inmediatos de emisión. Esto provocó la filtración del capítulo en internet por vías p2p, lo que hizo que la cadena decidiera enterrar el proyecto definitivamente a pesar de las críticas favorables y del éxito que estaba teniendo entre el público.
El piloto fue dirigido por Nelson McCormick e interpretado por Michelle Forbes (Miranda Zero) y Aimee García (Aleph). A diferencia de la novela gráfica, para su lanzamiento en televisión se había pensado incluir a otros dos personajes principales: Sean Flynn (expolicía que se encuentra con un teléfono de La Frecuencia Global que está sonando) y la Dr. Katrina Finch (agente de campo), que fueron interpretados respectivamente por Josh Hopkins y Jenni Baird.
John Rogers fue el principal creativo detrás del proyecto, escribiendo el guion del piloto con Ellis acreditado como productor y creador. Otros escritores querían unirse al proyecto, entre ellos David Slack, Ben Edlund y Diego Gutiérrez.